# Ansible (фэнзин)
«Ansible» — английский фэнзин, посвящённый научной фантастике и фэнтези. Информационным бюллетенем «Ansible» издается с 1979 года и её бессменным редактором является писатель и критик Дэвид Лэнгфорд. Фэнзин «Ansible» является неоднократным лауреатом премию «Хьюго».

## История
Название ансибл заимствовано из романа американской писательницы-фантаста Урсулы Ле Гуин «Планета Роканнона», где термин обозначал собой фантастическое оборудование связи для моментальных передач на астрономические расстояния.
Впервые информационный бюллетень появился в августе 1979 года. В 1987 год Лэнгфорд приостановил выпуски (на этот момент было выпущено около 50 номеров), и «Ansible» возобновился только в 1991 году. Фэнзин выходил ежемесячно и занимал по объёму лист A4 (с двух сторон). С августа 1992 года (с 62 выпуска) дайджест «Ansible Link» выходит в журнале «Interzone».

## Номинации и премии
Как редактор «Ansible» Дэвид Лэнгфорд ежегодно, с 1979 по 2009 годы (всего 30 раз), номинировался на премию «Хьюго» в категории лучший фэн-писатель и 21 раз становился лауреатом (в 1985, 1987 и каждый год с 1989 по 2007 годы). Сам фэнзин номинировался 11 раз (в 1984, 1985, 1987, с 1994 по 2000, и в 2002 годах) на «Хьюго» в категории лучший фэнзин и 5 раз становился лауреатом. С 2003 года «Ansible» перешёл в категорию лучший полупрофессиональный журнал, в которой номинировался ежегодно до 2010 года, в 2005 году став лауреатом.